# Agrostis ciliata
Agrostis ciliata é uma espécie de gramínea do gênero Agrostis, pertencente à família Poaceae.